# Sonnet 29
Sonnet 29 o When in disgrace with fortune and men's eyes è il ventinovesimo dei Sonetti di William Shakespeare.
When in disgrace with fortune and men's eyes

I all alone beweep my outcast state,

And trouble deaf heaven with my bootless cries,

And look upon myself, and curse my fate,

Wishing me like to one more rich in hope,

Featur'd like him, like him with friends possess'd,

Desiring this man's art, and that man's scope,

With what I most enjoy contented least;

Yet in these thoughts my self almost despising,

Haply I think on thee,—and then my state,

Like to the lark at break of day arising

From sullen earth, sings hymns at heaven's gate;

For thy sweet love remember'd such wealth brings
That then I scorn to change my state with kings.

## Analisi del testo
Il Sonnet 29 presenta una struttura tradizionale: le prime due quartine contengono un lamento dell'io per il suo stato di emarginazione (outcast state) e di disperata solitudine (I all alone beweep); la terza quartina e il distico sono invece connotate dalla positività, sopraggiunta al solo atto di pensare al "tu", al fair youth: in quel momento l'io si risolleva like the lark at break of day arising ("come una allodola spiccante il volo sul farsi del giorno"), al v. 11, e nel successivo continua, con l'innalzamento from sullen earth [...] at heaven's gate ("dalla tetra terra [...] alle porte del cielo").
Gli ultimi due versi concludono decretando che il ricordo del fair youth è portatore di tale ricchezza, che l'io non cambierebbe la propria condizione (che è connotata nella prima parte da alone e outcast) neppure con quella di un re.